# تيم كوران
تيم كوران هو لاعب اتحاد الرغبي كندي، ولد في 9 مايو 1984 في فانكوفر في كندا.